# Liga dos Campeões da UEFA de 2009–10 – Fase de Grupos

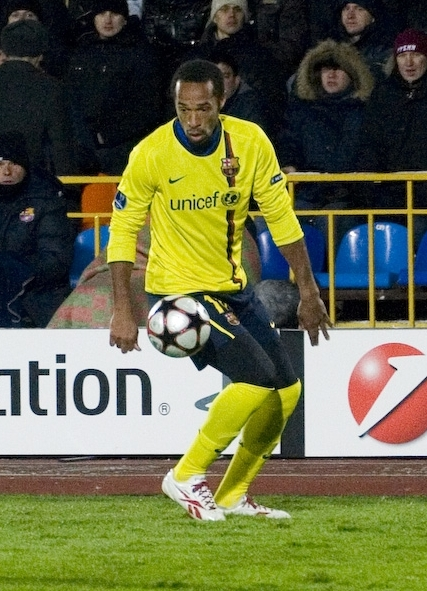
O jogador Thierry Hanry do Barcelona em um jogo contra o Rubin Kazan

| Legenda                                                                            |
| Classificado para as Oitavas-de-finais                                             |
| Classificado para a fase de dezesseis-avos de Final da Liga Europa da UEFA 2009-10 |
| Eliminado                                                                          |

## Grupo A
| Pos | Equipe            | Pts | J | V | E | D | GP | GC | SG | Classificado                     |  | BOR | BAY | JUV | MHA |
| --- | ----------------- | --- | - | - | - | - | -- | -- | -- | -------------------------------- |  | --- | --- | --- | --- |
| 1   | Bordeaux          | 16  | 6 | 5 | 1 | 0 | 9  | 2  | +7 | Classificado às oitavas de final |  | —   | 2–1 | 2–0 | 1–0 |
| 2   | Bayern de Munique | 10  | 6 | 3 | 1 | 2 | 9  | 5  | +4 | Classificado às oitavas de final |  | 0–2 | —   | 0–0 | 1–0 |
| 3   | Juventus          | 8   | 6 | 2 | 2 | 2 | 4  | 7  | −3 | Transferido para Liga Europa     |  | 1–1 | 1–4 | —   | 1–0 |
| 4   | Maccabi Haifa     | 0   | 6 | 0 | 0 | 6 | 0  | 8  | −8 | Eliminado                        |  | 0–1 | 0–3 | 0–1 | —   |

| 15 de Setembro de 2009 | Juventus     | 1 – 1     | Bordeaux   | Stadio Olimpico di Torino, Turim                |
|                        | Iaquinta 63' | Relatório | Plašil 75' | Público: 17,513 Árbitro: NOR Tom Henning Øvrebø |

| 15 de Setembro de 2009 | Maccabi Haifa | 0 – 3     | Bayern Munique                  | Ramat Gan Stadium, Ramat Gan               |
|                        |               | Relatório | van Buyten 64' · Müller 85' 88' | Público: 38,789 Árbitro: ESL Damir Skomina |

| 30 de Setembro de 2009 | Bayern Munique | 0 – 0     | Juventus | Allianz Arena, Munique                   |
|                        |                | Relatório |          | Público: 66,000 Árbitro: ING Howard Webb |

| 30 de Setembro de 2009 | Bordeaux  | 1 – 0     | Maccabi Haifa | Stade Chaban-Delmas, Bordéus                |
|                        | Ciani 83' | Relatório |               | Público: 28,748 Árbitro: HOL Eric Braamhaar |

| 21 de Outubro de 2009 | Bordeaux               | 2 – 1     | Bayern Munique  | Stade Chaban-Delmas, Bordéus             |
|                       | Ciani 27' · Planus 40' | Relatório | Ciani 6' (g.c.) | Público: 31,321 Árbitro: NOR Terje Hauge |

| 21 de Outubro de 2009 | Juventus      | 1 – 0     | Maccabi Haifa | Stadio Olimpico di Torino, Turim                  |
|                       | Chiellini 47' | Relatório |               | Público: 21,303 Árbitro: PRT Olegário Benquerença |

| 3 de Novembro de 2009 | Bayern Munique | 0 – 2     | Bordeaux                   | Allianz Arena, Munique                     |
|                       |                | Relatório | Gourcuff 37' · Chamakh 90' | Público: 66,000 Árbitro: PRT Pedro Proença |

| 3 de Novembro de 2009 | Maccabi Haifa | 0 – 1     | Juventus         | Ramat Gan Stadium, Ramat Gan             |
|                       |               | Relatório | Camoranesi 45+2' | Público: 39,120 Árbitro: NOR Terje Hauge |

| 25 de Novembro de 2009 | Bordeaux                     | 2 – 0  | Juventus | Stade Chaban-Delmas, Bordéus                            |
|                        | Fernando 54' · Chamakh 90+4' | Report |          | Público: 32,195 Árbitro: ESP Eduardo Iturralde González |

| 25 de Novembro de 2009 | Bayern Munique | 1 – 0     | Maccabi Haifa | Allianz Arena, Munique                     |
|                        | Olić 62'       | Relatório |               | Público: 58,000 Árbitro: ESC Craig Thomson |

| 8 de Dezembro de 2009 | Juventus      | 1 – 4     | Bayern Munique                                           | Stadio Olimpico di Torino, Turim             |
|                       | Trezeguet 19' | Relatório | Butt 30' (pen.) · Olić 52' · Gómez 83' · Tymoschuk 90+2' | Público: 27,801 Árbitro: SUI Massimo Busacca |

| 8 de Dezembro de 2009 | Maccabi Haifa | 0 – 1     | Bordeaux   | Ramat Gan Stadium, Ramat Gan                |
|                       |               | Relatório | Jussiê 13' | Público: 25,800 Árbitro: SUE Jonas Eriksson |

## Grupo B
| Pos | Equipe            | Pts | J | V | E | D | GP | GC | SG | Classificado                     |  | MUN | CSKA | WOL | BES |
| --- | ----------------- | --- | - | - | - | - | -- | -- | -- | -------------------------------- |  | --- | ---- | --- | --- |
| 1   | Manchester United | 13  | 6 | 4 | 1 | 1 | 10 | 6  | +4 | Classificado às oitavas de final |  | —   | 3–3  | 2–1 | 0–1 |
| 2   | CSKA Moscou       | 10  | 6 | 3 | 1 | 2 | 10 | 10 | 0  | Classificado às oitavas de final |  | 0–1 | —    | 2–1 | 2–1 |
| 3   | Wolfsburg         | 7   | 6 | 2 | 1 | 3 | 9  | 8  | +1 | Transferido para Liga Europa     |  | 1–3 | 3–1  | —   | 0–0 |
| 4   | Beşiktaş          | 4   | 6 | 1 | 1 | 4 | 3  | 8  | −5 | Eliminado                        |  | 0–1 | 1–2  | 0–3 | —   |

| 15 de Setembro de 2009 | Wolfsburg                  | 3 – 1     | CSKA Moscow | Volkswagen Arena, Wolfsburg                  |
|                        | Grafite 36' 41' (pen.) 87' | Relatório | Dzagoev 76' | Público: 25,017 Árbitro: FRA Stéphane Lannoy |

| 15 de Setembro de 2009 | Beşiktaş | 0 – 1     | Manchester United | Beşiktaş İnönü Stadyumu, Istambul           |
|                        |          | Relatório | Scholes 77'       | Público: 26,448 Árbitro: ITA Nicola Rizzoli |

| 30 de Setembro de 2009 | CSKA Moscow             | 2 – 1     | Beşiktaş  | Luzhniki Stadium, Moscou                            |
|                        | Dzagoev 7' · Krasić 61' | Relatório | Dağ 90+2' | Público: 19,750 Árbitro: ESP Manuel Mejuto González |

| 30 de Setembro de 2009 | Manchester United       | 2 – 1     | Wolfsburg | Old Trafford, Manchester                   |
|                        | Giggs 59' · Carrick 78' | Relatório | Džeko 56' | Público: 74,037 Árbitro: HUN Viktor Kassai |

| 21 de Outubro de 2009 | CSKA Moscow | 0 – 1     | Manchester United | Luzhniki Stadium, Moscou                     |
|                       |             | Relatório | Valencia 86'      | Público: 51,520 Árbitro: DIN Claus Bo Larsen |

| 21 de Outubro de 2009 | Wolfsburg | 0 – 0     | Beşiktaş | Volkswagen Arena, Wolfsburg                  |
|                       |           | Relatório |          | Público: 25,778 Árbitro: ITA Roberto Rosetti |

| 3 de Novembro de 2009 | Manchester United                       | 3 – 3     | CSKA Moscow                                  | Old Trafford, Manchester                          |
|                       | Owen 29' · Scholes 84' · Valencia 90+2' | Relatório | Dzagoev 25' · Krasić 31' · V. Berezutski 47' | Público: 73,718 Árbitro: PRT Olegário Benquerença |

| 3 de Novembro de 2009 | Beşiktaş | 0 – 3     | Wolfsburg                               | Beşiktaş İnönü Stadyumu, Istambul                     |
|                       |          | Relatório | Misimović 14' · Gentner 80' · Džeko 87' | Público: 18,116 Árbitro: ESP Alberto Undiano Mallenco |

| 25 de Novembro de 2009 | CSKA Moscow            | 2 – 1     | Wolfsburg | Luzhniki Stadium, Moscou                    |
|                        | Necid 58' · Krasić 66' | Relatório | Džeko 19' | Público: 13,478 Árbitro: ITA Nicola Rizzoli |

| 25 de Novembro de 2009 | Manchester United | 0 – 1     | Beşiktaş  | Old Trafford, Manchester                     |
|                        |                   | Relatório | Tello 20' | Público: 74,242 Árbitro: FRA Stéphane Lannoy |

| 8 de Dezembro de 2009 | Wolfsburg | 1 – 3     | Manchester United  | Volkswagen Arena, Wolfsburg                |
|                       | Džeko 56' | Relatório | Owen 44' 83' 90+1' | Público: 26,490 Árbitro: HOL Bjorn Kuipers |

| 8 de Dezembro de 2009 | Beşiktaş | 1 – 2     | CSKA Moscow                | Beşiktaş İnönü Stadyumu, Istambul           |
|                       | Bobô 86' | Relatório | Krasić 41' · Aldonin 90+5' | Público: 16,129 Árbitro: SUE Martin Hansson |

## Grupo C
| Pos | Equipe                 | Pts | J | V | E | D | GP | GC | SG | Classificado                     |  | RMA | MIL | MAR | ZUR |
| --- | ---------------------- | --- | - | - | - | - | -- | -- | -- | -------------------------------- |  | --- | --- | --- | --- |
| 1   | Real Madrid            | 13  | 6 | 4 | 1 | 1 | 15 | 7  | +8 | Classificado às oitavas de final |  | —   | 2–3 | 3–0 | 1–0 |
| 2   | Milan                  | 9   | 6 | 2 | 3 | 1 | 8  | 7  | +1 | Classificado às oitavas de final |  | 1–1 | —   | 1–1 | 0–1 |
| 3   | Olympique de Marseille | 7   | 6 | 2 | 1 | 3 | 10 | 10 | 0  | Transferido para Liga Europa     |  | 1–3 | 1–2 | —   | 6–1 |
| 4   | Zürich                 | 4   | 6 | 1 | 1 | 4 | 5  | 14 | −9 | Eliminado                        |  | 2–5 | 1–1 | 0–1 | —   |

| 15 de Setembro de 2009 | Zürich                              | 2 – 5     | Real Madrid                                             | Letzigrund, Zurique                          |
|                        | Margairaz 64' (pen.) · Aegerter 65' | Relatório | Ronaldo 27' 89' · Raúl 34' · Higuaín 45+1' · Guti 90+4' | Público: 24,424 Árbitro: ING Martin Atkinson |

| 15 de Setembro de 2009 | Marseille  | 1 – 2     | Milan           | Stade Vélodrome, Marseille                   |
|                        | Heinze 49' | Relatório | Inzaghi 28' 74' | Público: 55,434 Árbitro: DIN Claus Bo Larsen |

| 30 de Setembro de 2009 | Milan | 0 – 1     | Zürich      | San Siro, Milão                            |
|                        |       | Relatório | Tihinen 10' | Público: 32,439 Árbitro: ALE Florian Meyer |

| 30 de Setembro de 2009 | Real Madrid                       | 3 – 0     | Marseille | Estádio Santiago Bernabéu, Madrid           |
|                        | Ronaldo 58' 64' · Kaká 61' (pen.) | Relatório |           | Público: 67,244 Árbitro: SUE Martin Hansson |

| 21 de Outubro de 2009 | Real Madrid            | 2 – 3     | Milan                    | Estádio Santiago Bernabéu, Madrid               |
|                       | Raúl 19' · Drenthe 76' | Relatório | Pirlo 62' · Pato 66' 88' | Público: 71,569 Árbitro: BEL Frank De Bleeckere |

| 21 de Outubro de 2009 | Zürich | 0 – 1     | Marseille  | Letzigrund, Zurique                        |
|                       |        | Relatório | Heinze 69' | Público: 22,300 Árbitro: ESL Damir Skomina |

| 3 de Novembro de 2009 | Milan                 | 1 – 1     | Real Madrid | San Siro, Milão                          |
|                       | Ronaldinho 35' (pen.) | Relatório | Benzema 29' | Público: 75,092 Árbitro: ALE Felix Brych |

| 3 de Novembro de 2009 | Marseille                                                                            | 6 – 1     | Zürich       | Stade Vélodrome, Marseille                 |
|                       | Aegerter 3' (g.c.) · Abriel 11' · Niang 51' · Hilton 80' · Cheyrou 87' · Brandão 90' | Relatório | Alphonse 31' | Público: 56,282 Árbitro: ESC Craig Thomson |

| 25 de Novembro de 2009 | Real Madrid | 1 – 0     | Zürich | Estádio Santiago Bernabéu, Madrid        |
|                        | Higuaín 21' | Relatório |        | Público: 67,867 Árbitro: LUX Alain Hamer |

| 25 de Novembro de 2009 | Milan         | 1 – 1     | Marseille | San Siro, Milão                          |
|                        | Borriello 10' | Relatório | Lucho 16' | Público: 49,063 Árbitro: ING Howard Webb |

| 8 de Dezembro de 2009 | Zürich    | 1 – 1     | Milan                 | Letzigrund, Zurique                        |
|                       | Gajić 29' | Relatório | Ronaldinho 65' (pen.) | Público: 24,100 Árbitro: PRT Pedro Proença |

| 8 de Dezembro de 2009 | Marseille | 1 – 3     | Real Madrid                 | Stade Vélodrome, Marseille                  |
|                       | Lucho 11' | Relatório | Ronaldo 5' 80' · Albiol 60' | Público: 55,722 Árbitro: ALE Wolfgang Stark |

## Grupo D
| Pos | Equipe             | Pts | J | V | E | D | GP | GC | SG | Classificado                     |  | CHE | POR | ATM | APO |
| --- | ------------------ | --- | - | - | - | - | -- | -- | -- | -------------------------------- |  | --- | --- | --- | --- |
| 1   | Chelsea            | 14  | 6 | 4 | 2 | 0 | 11 | 4  | +7 | Classificado às oitavas de final |  | —   | 1–0 | 4–0 | 2–2 |
| 2   | Porto              | 12  | 6 | 4 | 0 | 2 | 8  | 3  | +5 | Classificado às oitavas de final |  | 0–1 | —   | 2–0 | 2–1 |
| 3   | Atlético de Madrid | 3   | 6 | 0 | 3 | 3 | 3  | 12 | −9 | Transferido para Liga Europa     |  | 2–2 | 0–3 | —   | 0–0 |
| 4   | APOEL              | 3   | 6 | 0 | 3 | 3 | 4  | 7  | −3 | Eliminado                        |  | 0–1 | 0–1 | 1–1 | —   |

| 15 de Setembro de 2009 | Chelsea    | 1 – 0     | Porto | Stamford Bridge, Londres                   |
|                        | Anelka 48' | Relatório |       | Público: 39,436 Árbitro: AUT Konrad Plautz |

| 15 de Setembro de 2009 | Atlético Madrid | 0 – 0     | APOEL | Vicente Calderón Stadium, Madrid           |
|                        |                 | Relatório |       | Público: 30,628 Árbitro: ESC Craig Thomson |

| 30 de Setembro de 2009 | APOEL | 0 – 1     | Chelsea    | GSP Stadium, Nicósia                        |
|                        |       | Relatório | Anelka 18' | Público: 21,657 Árbitro: FRA Bertrand Layec |

| 30 de Setembro de 2009 | Porto                    | 2 – 0     | Atlético Madrid | Estádio do Dragão, Porto                    |
|                        | Falcao 75' · Rolando 82' | Relatório |                 | Público: 37,609 Árbitro: ITA Nicola Rizzoli |

| 21 de Outubro de 2009 | Porto               | 2 – 1     | APOEL                     | Estádio do Dragão, Porto                 |
|                       | Hulk 33' 48' (pen.) | Relatório | Álvaro Pereira 22' (g.c.) | Público: 31,212 Árbitro: ALE Felix Brych |

| 21 de Outubro de 2009 | Chelsea                                          | 4 – 0     | Atlético Madrid | Stamford Bridge, Londres                   |
|                       | Kalou 41' 52' · Lampard 69' · Perea 90+1' (g.c.) | Relatório |                 | Público: 39,997 Árbitro: ALE Florian Meyer |

| 3 de Novembro de 2009 | APOEL | 0 – 1     | Porto      | GSP Stadium, Nicósia                       |
|                       |       | Relatório | Falcao 84' | Público: 20,825 Árbitro: ESL Damir Skomina |

| 3 de Novembro de 2009 | Atlético Madrid  | 2 – 2     | Chelsea        | Vicente Calderón Stadium, Madrid           |
|                       | Agüero 66' 90+1' | Relatório | Drogba 82' 88' | Público: 36,284 Árbitro: HOL Bjorn Kuipers |

| 25 de Novembro de 2009 | Porto | 0 – 1     | Chelsea    | Estádio do Dragão, Porto                    |
|                        |       | Relatório | Anelka 69' | Público: 38,410 Árbitro: SUE Jonas Eriksson |

| 25 de Novembro de 2009 | APOEL            | 1 – 1     | Atlético Madrid | GSP Stadium, Nicósia                            |
|                        | Mirosavljević 5' | Relatório | Simão 62'       | Público: 21,178 Árbitro: BEL Frank De Bleeckere |

| 8 de Dezembro de 2009 | Chelsea                 | 2 – 2     | APOEL                           | Stamford Bridge, Londres                      |
|                       | Essien 19' · Drogba 26' | Relatório | Żewłakow 6' · Mirosavljević 87' | Público: 40,917 Árbitro: ITA Matteo Trefoloni |

| 8 de Dezembro de 2009 | Atlético Madrid | 0 – 3     | Porto                                  | Vicente Calderón Stadium, Madrid             |
|                       |                 | Relatório | Bruno Alves 2' · Falcao 14' · Hulk 76' | Público: 24,603 Árbitro: FRA Stéphane Lannoy |

## Grupo E
| Pos | Equipe     | Pts | J | V | E | D | GP | GC | SG  | Classificado                     |  | FIO | LYO | LIV | DEB |
| --- | ---------- | --- | - | - | - | - | -- | -- | --- | -------------------------------- |  | --- | --- | --- | --- |
| 1   | Fiorentina | 15  | 6 | 5 | 0 | 1 | 14 | 7  | +7  | Classificado às oitavas de final |  | —   | 1–0 | 2–0 | 5–2 |
| 2   | Lyon       | 13  | 6 | 4 | 1 | 1 | 12 | 3  | +9  | Classificado às oitavas de final |  | 1–0 | —   | 1–1 | 4–0 |
| 3   | Liverpool  | 7   | 6 | 2 | 1 | 3 | 5  | 7  | −2  | Transferido para Liga Europa     |  | 1–2 | 1–2 | —   | 1–0 |
| 4   | Debreceni  | 0   | 6 | 0 | 0 | 6 | 5  | 19 | −14 | Eliminado                        |  | 3–4 | 0–4 | 0–1 | —   |

| 16 de Setembro de 2009 | Liverpool  | 1 – 0     | Debrecen | Anfield, Liverpool                         |
|                        | Kuyt 45+1' | Relatório |          | Público: 41,591 Árbitro: PRT Pedro Proença |

| 16 de Setembro de 2009 | Lyon       | 1 – 0     | Fiorentina | Stade de Gerland, Lyon                   |
|                        | Pjanić 76' | Relatório |            | Público: 37,169 Árbitro: HOL Pieter Vink |

| 29 de Setembro de 2009 | Fiorentina      | 2 – 0     | Liverpool | Estádio Artemio Franchi, Florença        |
|                        | Jovetić 28' 37' | Relatório |           | Público: 33,426 Árbitro: ALE Felix Brych |

| 29 de Setembro de 2009 | Debrecen | 0 – 4     | Lyon                                              | Stadium Puskás Ferenc, Budapeste                |
|                        |          | Relatório | Källström 3' · Pjanić 13' · Govou 24' · Gomis 51' | Público: 41,600 Árbitro: NOR Tom Henning Øvrebø |

| 20 de Outubro de 2009 | Debrecen                                    | 3 – 4     | Fiorentina                                | Stadium Puskás Ferenc, Budapeste           |
|                       | Czvitkovics 2' · Rudolf 28' · Coulibaly 88' | Relatório | Mutu 6' 20' · Gilardino 10' · Santana 37' | Público: 41,500 Árbitro: ESC Craig Thomson |

| 20 de Outubro de 2009 | Liverpool    | 1 – 2     | Lyon                         | Anfield, Liverpool                                    |
|                       | Benayoun 41' | Relatório | Gonalons 72' · Delgado 90+1' | Público: 41,562 Árbitro: ESP Alberto Undiano Mallenco |

| 4 de Novembro de 2009 | Fiorentina                                                               | 5 – 2     | Debrecen                   | Estádio Artemio Franchi, Florença                   |
|                       | Mutu 14' · Dainelli 52' · Montolivo 59' · Marchionni 61' · Gilardino 74' | Relatório | Rudolf 38' · Coulibaly 70' | Público: 19,676 Árbitro: ESP Manuel Mejuto González |

| 4 de Novembro de 2009 | Lyon         | 1 – 1     | Liverpool | Stade de Gerland, Lyon                          |
|                       | Lisandro 90' | Relatório | Babel 83' | Público: 39,180 Árbitro: BEL Frank De Bleeckere |

| 24 de Novembro de 2009 | Debrecen | 0 – 1     | Liverpool | Stadium Puskás Ferenc, Budapeste           |
|                        |          | Relatório | N'Gog 4'  | Público: 41,500 Árbitro: HOL Bjorn Kuipers |

| 24 de Novembro de 2009 | Fiorentina        | 1 – 0     | Lyon | Estádio Artemio Franchi, Florença                 |
|                        | Vargas 28' (pen.) | Relatório |      | Público: 34,301 Árbitro: PRT Olegário Benquerença |

| 9 de Dezembro de 2009 | Liverpool    | 1 – 2 | Fiorentina                      | Anfield, Liverpool                         |
|                       | Benayoun 43' |       | Jørgensen 63' · Gilardino 90+2' | Público: 40,863 Árbitro: ESL Damir Skomina |

| 9 de Dezembro de 2009 | Lyon                                               | 4 – 0     | Debrecen | Stade de Gerland, Lyon                     |
|                       | Gomis 25' · Bastos 44' · Pjanić 59' · Cissokho 77' | Relatório |          | Público: 36,884 Árbitro: ALE Florian Meyer |

## Grupo F
| Pos | Equipe         | Pts | J | V | E | D | GP | GC | SG | Classificado                     |  | BAR | INT | RUB | DKV |
| --- | -------------- | --- | - | - | - | - | -- | -- | -- | -------------------------------- |  | --- | --- | --- | --- |
| 1   | Barcelona      | 11  | 6 | 3 | 2 | 1 | 7  | 3  | +4 | Classificado às oitavas de final |  | —   | 2–0 | 1–2 | 2–0 |
| 2   | Internazionale | 9   | 6 | 2 | 3 | 1 | 7  | 6  | +1 | Classificado às oitavas de final |  | 0–0 | —   | 2–0 | 2–2 |
| 3   | Rubin Kazan    | 6   | 6 | 1 | 3 | 2 | 4  | 7  | −3 | Transferido para Liga Europa     |  | 0–0 | 1–1 | —   | 0–0 |
| 4   | Dínamo de Kiev | 5   | 6 | 1 | 2 | 3 | 7  | 9  | −2 | Eliminado                        |  | 1–2 | 1–2 | 3–1 | —   |

| 16 de Setembro de 2009 | Internazionale | 0 – 0     | Barcelona | Giuseppe Meazza, Milão                      |
|                        |                | Relatório |           | Público: 77,321 Árbitro: ALE Wolfgang Stark |

| 16 de Setembro de 2009 | Dynamo Kyiv                                 | 3 – 1     | Rubin Kazan   | Estádio Lobanovsky, Kiev                 |
|                        | Yussuf 71' · Gérson Magrão 79' · Husyev 85' | Relatório | Domínguez 25' | Público: 15,000 Árbitro: LUX Alain Hamer |

| 29 de Setembro de 2009 | Rubin Kazan   | 1 – 1     | Internazionale | Central Stadium, Kazan                   |
|                        | Domínguez 11' | Relatório | Stanković 27'  | Público: 23,670 Árbitro: NOR Terje Hauge |

| 29 de Setembro de 2009 | Barcelona             | 2 – 0     | Dynamo Kyiv | Camp Nou, Barcelona                        |
|                        | Messi 26' · Pedro 76' | Relatório |             | Público: 68,221 Árbitro: HOL Bjorn Kuipers |

| 20 de Outubro de 2009 | Barcelona       | 1 – 2     | Rubin Kazan                  | Camp Nou, Barcelona                          |
|                       | Ibrahimović 48' | Relatório | Ryazantsev 2' · Gökdeniz 73' | Público: 55,930 Árbitro: FRA Laurent Duhamel |

| 20 de Outubro de 2009 | Internazionale             | 2 – 2     | Dynamo Kyiv                    | Giuseppe Meazza, Milão                       |
|                       | Stanković 35' · Samuel 47' | Relatório | Mykhalyk 5' · Lúcio 40' (g.c.) | Público: 34,721 Árbitro: ING Martin Atkinson |

| 4 de Novembro de 2009 | Rubin Kazan | 0 – 0     | Barcelona | Central Stadium, Kazan                     |
|                       |             | Relatório |           | Público: 24,600 Árbitro: AUT Konrad Plautz |

| 4 de Novembro de 2009 | Dynamo Kyiv    | 1 – 2     | Internazionale            | Estádio Lobanovsky, Kiev                    |
|                       | Shevchenko 21' | Relatório | Milito 86' · Sneijder 89' | Público: 15,900 Árbitro: FRA Bertrand Layec |

| 24 de Novembro de 2009 | Rubin Kazan | 0 – 0     | Dynamo Kyiv | Central Stadium, Kazan                   |
|                        |             | Relatório |             | Público: 24,000 Árbitro: ALE Felix Brych |

| 24 de Novembro de 2009 | Barcelona             | 2 – 0     | Internazionale | Camp Nou, Barcelona                          |
|                        | Piqué 10' · Pedro 25' | Relatório |                | Público: 93,524 Árbitro: SUI Massimo Busacca |

| 9 de Dezembro de 2009 | Internazionale            | 2 – 0     | Rubin Kazan | Giuseppe Meazza, Milão                   |
|                       | Eto'o 31' · Balotelli 64' | Relatório |             | Público: 49,539 Árbitro: HOL Pieter Vink |

| 9 de Dezembro de 2009 | Dynamo Kyiv  | 1 – 2     | Barcelona            | Estádio Lobanovsky, Kiev                 |
|                       | Milevskiy 2' | Relatório | Xavi 33' · Messi 86' | Público: 16,300 Árbitro: ING Howard Webb |

## Grupo G
| Pos | Equipe          | Pts | J | V | E | D | GP | GC | SG | Classificado                     |  | SEV | STU | URZ | RAN |
| --- | --------------- | --- | - | - | - | - | -- | -- | -- | -------------------------------- |  | --- | --- | --- | --- |
| 1   | Sevilla         | 13  | 6 | 4 | 1 | 1 | 11 | 4  | +7 | Classificado às oitavas de final |  | —   | 1–1 | 2–0 | 1–0 |
| 2   | Stuttgart       | 9   | 6 | 2 | 3 | 1 | 9  | 7  | +2 | Classificado às oitavas de final |  | 1–3 | —   | 3–1 | 1–1 |
| 3   | Unirea Urziceni | 8   | 6 | 2 | 2 | 2 | 8  | 8  | 0  | Transferido para Liga Europa     |  | 1–0 | 1–1 | —   | 1–1 |
| 4   | Rangers         | 2   | 6 | 0 | 2 | 4 | 4  | 13 | −9 | Eliminado                        |  | 1–4 | 0–2 | 1–4 | —   |

| 16 de Setembro de 2009 | Stuttgart      | 1 – 1     | Rangers       | Mercedes-Benz Arena, Stuttgart               |
|                        | Pogrebnyak 18' | Relatório | Bougherra 77' | Público: 51,000 Árbitro: SUI Massimo Busacca |

| 16 de Setembro de 2009 | Sevilla                         | 2 – 0     | Unirea Urziceni | Estádio Ramón Sánchez Pizjuán, Sevilha        |
|                        | Luís Fabiano 45+1' · Renato 70' | Relatório |                 | Público: 37,500 Árbitro: ITA Matteo Trefoloni |

| 29 de Setembro de 2009 | Unirea Urziceni  | 1 – 1     | Stuttgart | Stadionul Steaua, Bucareste                  |
|                        | Dacian Varga 48' | Relatório | Tasci 5'  | Público: 13,557 Árbitro: FRA Laurent Duhamel |

| 29 de Setembro de 2009 | Rangers  | 1 – 4     | Sevilla                                                  | Ibrox Stadium, Glasgow                      |
|                        | Novo 88' | Relatório | Konko 50' · Adriano 64' · Luís Fabiano 72' · Kanouté 74' | Público: 40,572 Árbitro: SUE Jonas Eriksson |

| 20 de Outubro de 2009 | Rangers          | 1 – 4     | Unirea Urziceni                                                        | Ibrox Stadium, Glasgow                      |
|                       | Vilana 2' (g.c.) | Relatório | Bilaşco 32' · Lafferty 49' (g.c.) · McCulloch 59' (g.c.) · Brandán 65' | Público: 39,476 Árbitro: HOL Eric Braamhaar |

| 20 de Outubro de 2009 | Stuttgart | 1 – 3     | Sevilla                       | Mercedes-Benz Arena, Stuttgart           |
|                       | Élson 74' | Relatório | Squillaci 23' 72' · Navas 55' | Público: 37,000 Árbitro: HOL Pieter Vink |

| 4 de Novembro de 2009 | Unirea Urziceni | 1 – 1     | Rangers       | Stadionul Steaua, Bucareste                 |
|                       | Onofraş 88'     | Relatório | McCulloch 79' | Público: 9,923 Árbitro: DIN Claus Bo Larsen |

| 4 de Novembro de 2009 | Sevilla   | 1 – 1     | Stuttgart      | Estádio Ramón Sánchez Pizjuán, Sevilha   |
|                       | Navas 14' | Relatório | Kuzmanović 79' | Público: 32,669 Árbitro: ING Pieter Vink |

| 24 de Novembro de 2009 | Rangers | 0 – 2     | Stuttgart                 | Ibrox Stadium, Glasgow                       |
|                        |         | Relatório | Rudy 16' · Kuzmanović 59' | Público: 41,468 Árbitro: ITA Roberto Rosetti |

| 24 de Novembro de 2009 | Unirea Urziceni         | 1 – 0     | Sevilla | Stadionul Steaua, Bucareste                     |
|                        | Dragutinović 45' (g.c.) | Relatório |         | Público: 10,007 Árbitro: NOR Tom Henning Øvrebø |

| 9 de Dezembro de 2009 | Stuttgart                              | 3 – 1 | Unirea Urziceni | Mercedes-Benz Arena, Stuttgart             |
|                       | Marica 5' · Träsch 8' · Pogrebnyak 11' |       | Semedo 50'      | Público: 37,000 Árbitro: HUN Viktor Kassai |

| 9 de Dezembro de 2009 | Sevilla           | 1 – 0     | Rangers | Estádio Ramón Sánchez Pizjuán, Sevilha      |
|                       | Kanouté 8' (pen.) | Relatório |         | Público: 31,560 Árbitro: FRA Bertrand Layec |

## Grupo H
| Pos | Equipe            | Pts | J | V | E | D | GP | GC | SG | Classificado                     |  | ARS | OLY | STL | AZ  |
| --- | ----------------- | --- | - | - | - | - | -- | -- | -- | -------------------------------- |  | --- | --- | --- | --- |
| 1   | Arsenal           | 13  | 6 | 4 | 1 | 1 | 12 | 5  | +7 | Classificado às oitavas de final |  | —   | 2–0 | 2–0 | 4–1 |
| 2   | Olympiacos        | 10  | 6 | 3 | 1 | 2 | 4  | 5  | −1 | Classificado às oitavas de final |  | 1–0 | —   | 2–1 | 1–0 |
| 3   | Standard de Liège | 5   | 6 | 1 | 2 | 3 | 7  | 9  | −2 | Transferido para Liga Europa     |  | 2–3 | 2–0 | —   | 1–1 |
| 4   | AZ Alkmaar        | 4   | 6 | 0 | 4 | 2 | 4  | 8  | −4 | Eliminado                        |  | 1–1 | 0–0 | 1–1 | —   |

| 16 de Setembro de 2009 | Olympiacos    | 1 – 0     | AZ Alkmaar | Estádio Karaiskákis, Atenas                |
|                        | Torosidis 79' | Relatório |            | Público: 29,018 Árbitro: HUN Viktor Kassai |

| 16 de Setembro de 2009 | Standard Liège                   | 2 – 3     | Arsenal                                    | Stade Maurice Dufrasne, Liège                           |
|                        | Mangala 3' · Jovanović 5' (pen.) | Relatório | Bendtner 45' · Vermaelen 77' · Eduardo 81' | Público: 23,022 Árbitro: ESP Eduardo Iturralde González |

| 29 de Setembro de 2009 | Arsenal                       | 2 – 0     | Olympiacos | Emirates Stadium, Londres                    |
|                        | van Persie 78' · Arshavin 86' | Relatório |            | Público: 59,884 Árbitro: FRA Stéphane Lannoy |

| 29 de Setembro de 2009 | AZ Alkmaar      | 1 – 1     | Standard Liège | DSB Stadion, Alkmaar                        |
|                        | El Hamdaoui 48' | Relatório | Traoré 90+1'   | Público: 16,373 Árbitro: ALE Wolfgang Stark |

| 20 de Outubro de 2009 | AZ Alkmaar            | 1 – 1     | Arsenal      | DSB Stadion, Alkmaar                        |
|                       | Mendes da Silva 90+3' | Relatório | Fàbregas 36' | Público: 16,666 Árbitro: SUE Martin Hansson |

| 20 de Outubro de 2009 | Olympiacos                      | 2 – 1     | Standard Liège | Estádio Karaiskákis, Atenas                |
|                       | Mitroglou 43' · Stoltidis 90+3' | Relatório | de Camargo 37' | Público: 29,899 Árbitro: PRT Pedro Proença |

| 4 de Novembro de 2009 | Arsenal                                  | 4 – 1     | AZ Alkmaar | Emirates Stadium, Londres                |
|                       | Fàbregas 25' 52' · Nasri 43' · Diaby 72' | Relatório | Lens 82'   | Público: 59,345 Árbitro: LUX Alain Hamer |

| 4 de Novembro de 2009 | Standard Liège              | 2 – 0     | Olympiacos | Stade Maurice Dufrasne, Liège               |
|                       | Mbokani 31' · Jovanović 88' | Relatório |            | Público: 24,787 Árbitro: ITA Nicola Rizzoli |

| 24 de Novembro de 2009 | AZ Alkmaar | 0 – 0     | Olympiacos | DSB Stadion, Alkmaar                                  |
|                        |            | Relatório |            | Público: 16,213 Árbitro: ESP Alberto Undiano Mallenco |

| 24 de Novembro de 2009 | Arsenal                    | 2 – 0     | Standard Liège | Emirates Stadium, Londres                  |
|                        | Nasri 35' · Denílson 45+2' | Relatório |                | Público: 59,941 Árbitro: AUT Konrad Plautz |

| 9 de Dezembro de 2009 | Olympiacos   | 1 – 0 | Arsenal | Estádio Karaiskákis, Atenas                  |
|                       | Leonardo 47' |       |         | Público: 30,277 Árbitro: PRT Lucílio Batista |

| 9 de Dezembro de 2009 | Standard Liège | 1 – 1 | AZ Alkmaar | Stade Maurice Dufrasne, Liège                |
|                       | Bolat 90+5'    |       | Lens 42'   | Público: 24,359 Árbitro: ING Martin Atkinson |